# نیو آلاکاکت (آلاسکا)
نیو آلاکاکت (به انگلیسی: New Allakaket) شهرکی در ناحیه سرشماری یوکان-کویوکوک، آلاسکا ایالت آلاسکا است که جمعیت آن در سرشماری سال ۲۰۰۰ میلادی ۳۶ نفر بوده‌است.